# Jaltski zaljev
Jaltski zaljev (ukr. Ялтинська затока, krim. tat. Yalta körfezi, Ялта корьфези, rus. Ялтинский залив) je zaljev u Crnom moru u blizini Jalte na poluotoku Krim.